# Differdange
Differdange (en luxembourgeois : Déifferdeng et en allemand : Differdingen) est une ville du Sud-Ouest du Grand-Duché de Luxembourg et le chef-lieu de la commune portant le même nom. Située dans le canton d'Esch-sur-Alzette, elle compte environ 29 500 habitants, ce qui en fait la 3e ville la plus peuplée du pays.
Elle fait également partie de l’agglomération transfrontalière du pôle européen de développement qui regroupe 25 communes de Belgique, de France et du Luxembourg dans une agglomération internationale d’environ 150 000 habitants.
La ville trouva son essor pendant la révolution industrielle avec le développement de la métallurgie et de la sidérurgie, comme dans toute la région. Malgré la crise de la sidérurgie dans le bassin lorrain à partir des années 1970, elle est l'une des rares communes luxembourgeoise a toujours abriter un site industriel dans ce domaine (avec les deux autres sites d'ArcelorMittal de Belval et de Rodange). Les différentes mines de la région, comme celle du Fond-de-Gras, sont, quant a elles, toutes fermées de nos jours.

## Géographie

### Localisation
| Pétange           | Käerjeng                     |                   |
|                   | Differdange                  | Sanem             |
| Saulnes ( France) | Hussigny-Godbrange ( France) | Rédange ( France) |

La ville est située dans la vallée de la Chiers, un affluent de la Meuse qui prend sa source dans la section d’Oberkorn.
Son altitude est de 293 mètres, le point culminant de la commune étant à 427,1 m au Koufeld.
La commune s’étale sur 2 215 ha et est délimitée au sud et à l’ouest par la frontière française, notamment à Saulnes dans le bassin de Longwy.

### Sections de la commune
- Differdange (siège)
- Lasauvage
- Niederkorn
- Oberkorn
- Fond-de-Gras

## Toponymie

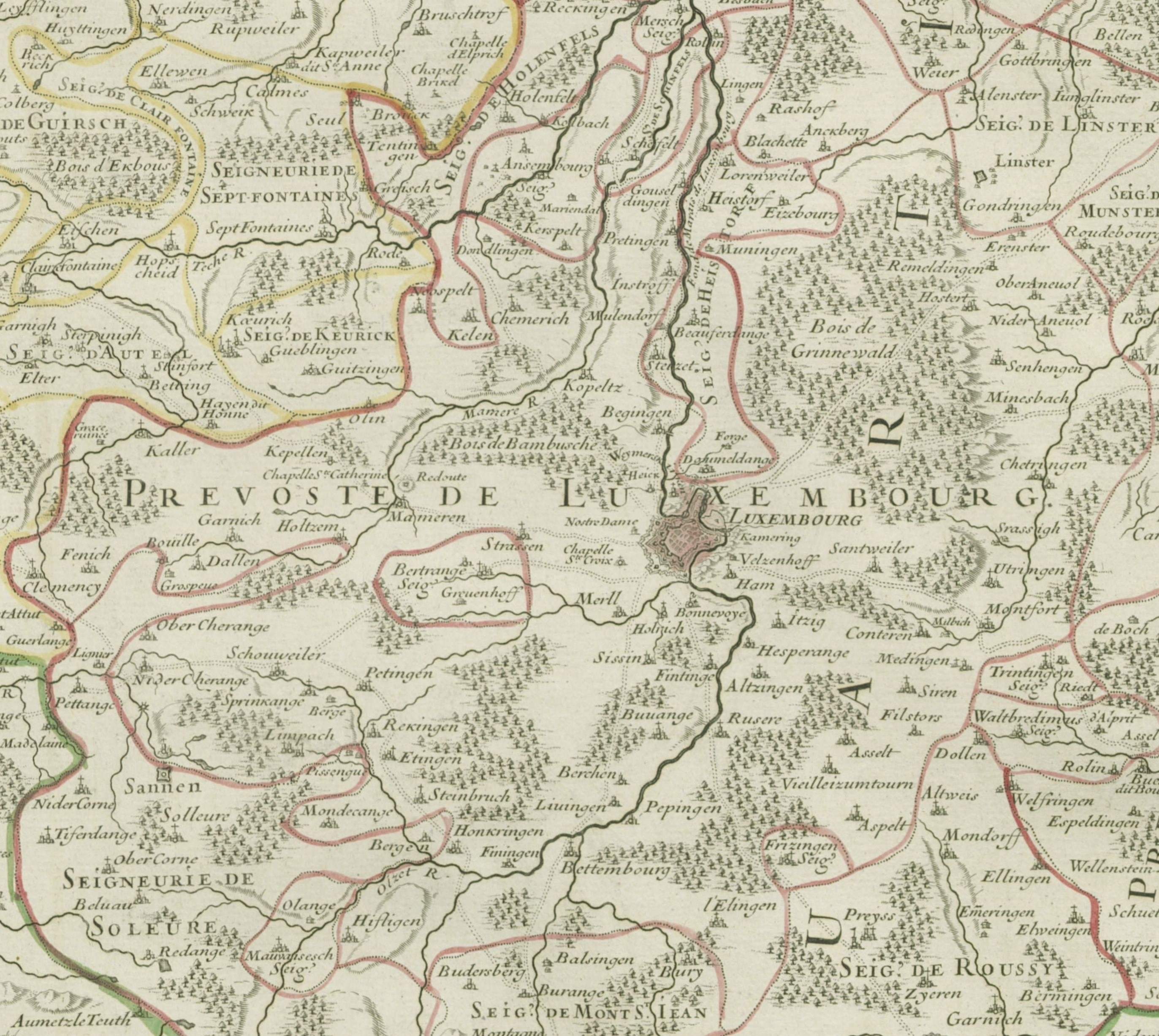
La mention de Tiferdange sur une carte du prévôté de Luxembourg de 1705.

On trouve l'écriture Tiferdange sur une carte du prévôté de Luxembourg de 1705. L'entité apaprait ensuite sur la carte de Ferraris de 1775 avec le nom de Differdange.

## Histoire

### Origines

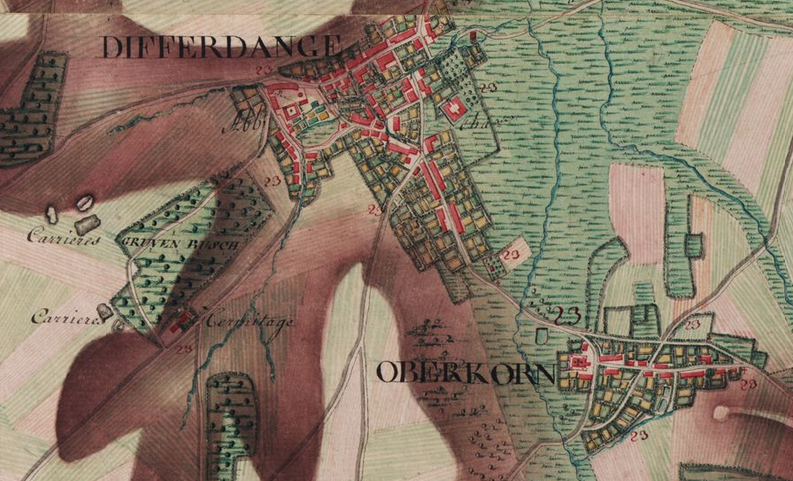
Differdange et Oberkorn sur la carte de Ferraris vers 1775.

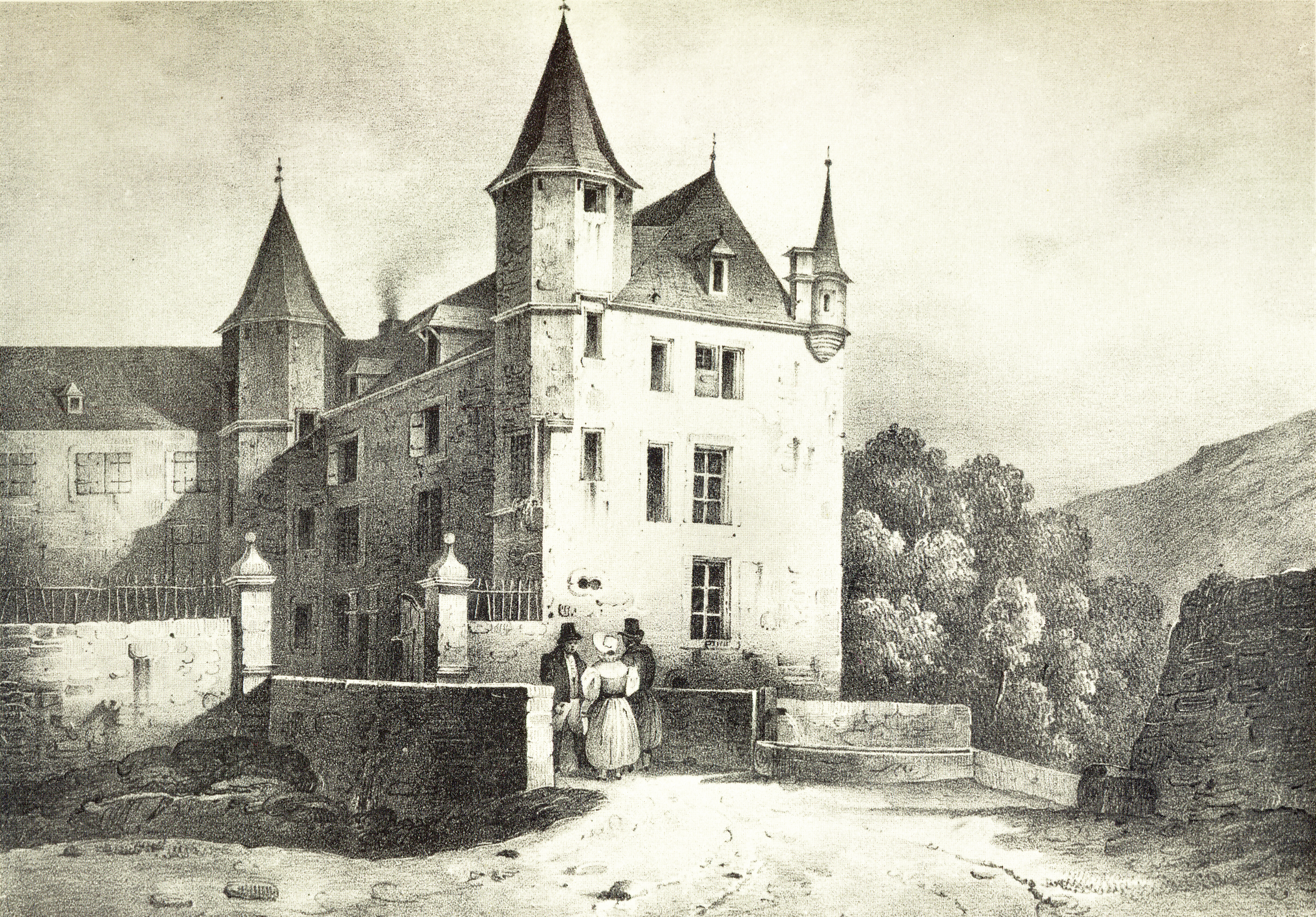
Le château de Differdange vers 1834.

Des documents de 1310 mentionnent un premier seigneur de Differdange nommé Guillaume, frère du seigneur de Soleuvre. Le château de Soleuvre brûle le 28 mai 1552 et sa propriétaire, Anna von Isenburg (de) décide de ne pas le réparer mais d'en construire un nouveau, de style Renaissance : le château de Differdange (en).

### Massacre de Differdange
Pendant de l'invasion française a lieu le massacre de Differdange le 17 avril 1794, lors duqel l'armée révolutionnaire française tue plusieurs dizaines de civils et de combattants de la résistance luxembourgeoise. Une croix fut érigée à l'endroit du massacre des civils, la Fransousekraïz (« Croix des Français » en luxembourgeois), toujours visible de nos jours et située dans les bois de Niederkorn, entre le Fond-de-Gras, Lasauvage, le Roudenhaff.
Après le siège de Luxembourg, le duché de Luxembourg est annexé à la Première République et la région est ensuite transformée en un département français : le département des Forêts.

### Industrialisation

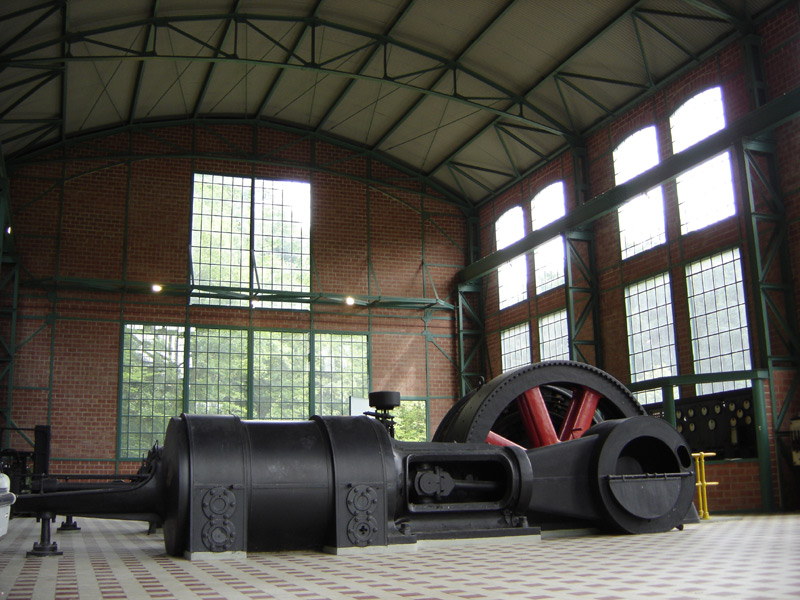
Comme toute la région, Differdange se développa lors de la révolution industrielle surtout grâce à la métallurgie et à la sidérurgie. (Ici le site industriel et minier du Fond-de-Gras).

Après la fin du Premier Empire et la naissance du Grand-duché de Luxembourg en 1815, Differdange se développe rapidement avec la révolution industrielle et l'avènement de la métallurgie et de la sidérurgie dans la région, bien aidée par sa situation au cœur des Terres Rouges et la présence de minette lorraine dans ses sous-sols.
Le 1er aout 1873 st fondée la Société Industrielle du Grand-Duché de Luxembourg à Niederkorn. Dix ans plus tard, elle-ci change de nom pour s'appeler la Société anonyme des Mines et Hauts Fourneaux de Differdange avant de faire faillite en 1886 et de renaitre dix années plus tard sous le nom de Société Anonyme des Hauts-Fourneaux de Differdange (lb), dirigée par Alexandre de Gerlache de Waillimont.
La commune reçoit son titre de ville en date du 4 août 1907 par Guillaume IV de Luxembourg.

### Période moderne
En janvier 2020, la commune de Differdange achète un terrain de 1,2 kilomètre carré (soit 30 % de la superficie totale) situé sur le territoire de la commune de Saulnes en France pour la somme de 2,5 millions d'euros. Cette opération doit aboutir pour le mois de février de la même année et vise à empêcher la construction d'une décharge dans la région.

## Politique et administration

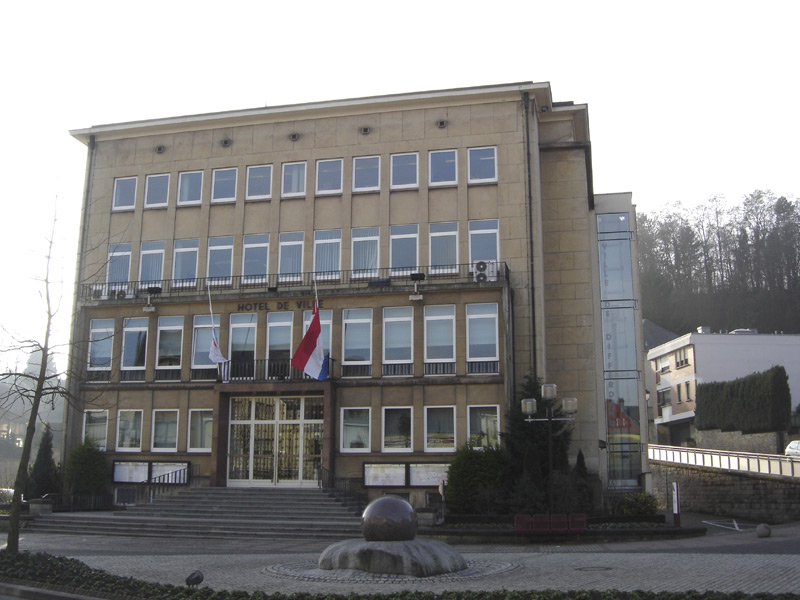
L'hôtel de ville.

### Liste des bourgmestres
| Identité                                | Période         | Période                                     | Durée                      | Étiquette |
| Identité                                | Début           | Fin                                         | Durée                      | Étiquette |
| --------------------------------------- | --------------- | ------------------------------------------- | -------------------------- | --------- |
| Gabriel de Soleuvre (d) (1779 - 1858)   | années 1840     | décembre 1848                               |                            |           |
| Johann Dondelinger (d)                  | février 1849    | décembre 1854                               | 5 ans et 10 mois           |           |
| Corneille Brasseur (d)                  | décembre 1854   | janvier 1858                                | 3 ans et 1 mois            |           |
| Charles Schambourg (d)                  | février 1858    | mars 1861                                   | 3 ans et 1 mois            |           |
| Jean Pierre Paquet (d)                  | avril 1861      | janvier 1864                                | 2 ans et 9 mois            |           |
| Charles Schambourg (d)                  | février 1864    | décembre 1884                               | 20 ans et 10 mois          |           |
| Jean Pierre Meintz (d)                  | janvier 1885    | février 1892                                | 7 ans et 1 mois            |           |
| Pierre Meintz (d)                       | juin 1892       | juin 1901                                   | 9 ans                      |           |
| Mathias Mark (d)                        | juin 1901       | mai 1906                                    | 4 ans et 11 mois           |           |
| Jean Conzemius (d) (1839 - 1918)        | août 1906       | 1912                                        | 6 ans                      |           |
| Émile Mark (1874 - 1935)                | 1912            | 21 mai 1935 (mort en cours de mandat)       | 23 ans                     |           |
| Jean-Baptiste Scharlé (d) (1864 - 1945) | 1935            | 1938                                        | 3 ans                      |           |
| Pierre Gansen (d) (1896 - 1971)         | 1938            | 1963                                        | 25 ans                     |           |
| Jean Gallion (d) (1913 - 1968)          | 1964            | 12 octobre 1968 (mort en cours de mandat)   | 4 ans                      | POSL      |
| Joseph Haupert (d) (1910 - 1980)        | 1969            | 1979                                        | 10 ans                     | POSL      |
| Nicolas Eickmann (d) (1929 - 2019)      | 1979            | 1993                                        | 14 ans                     | POSL      |
| Marcel Blau (d)                         | 1994            | 8 janvier 2002                              | 8 ans                      | POSL      |
| Claude Meisch (né en 1971)              | 31 janvier 2002 | 4 décembre 2013 (entrée au gouvernement (d) | 11 ans, 10 mois et 3 jours | DP        |
| Roberto Traversini, (né en 1963)        | 27 janvier 2014 | 20 septembre 2019 (démission)               | 5 ans, 7 mois et 24 jours  | Les Verts |
| Christiane Brassel-Rausch (d)           | 25 octobre 2019 | En cours                                    | 5 ans, 8 mois et 25 jours  | Les Verts |

À la suite de la démission de Roberto Traversini, Christiane Brassel-Rausch (Gréng) est assermentée par la ministre de l'Intérieur le 25 octobre 2019. C'est la première femme bourgmestre de la commune,.

### Jumelages
Differdange est jumelée avec :
- Ahlen (Allemagne) ;
- Chaves (Portugal) ;
- Fiuminata (Italie) ;
- Longwy (France) ;
- Oxford (Ohio) (États-Unis) ;
- Penzberg (Allemagne).

## Population et société

### Démographie
L'évolution du nombre d'habitants est connue à travers les recensements de la population effectués dans le pays depuis 1821. Les recensements décennaux de la population permettent de caler les chiffres sur la composition de la population par sexe, âge, nationalité et commune de résidence. Entre deux recensements, la population au 1er janvier de l’année {\displaystyle x} est évaluée en ajoutant à la population au 1er janvier de l’année {\displaystyle x-1} les soldes naturel (naissances {\displaystyle -} décès) et migratoire (arrivées {\displaystyle -} départs) de l'année. La même méthode est appliquée pour la répartition par âge au 1er janvier et les effectifs totaux par nationalité. Depuis le 1er septembre 2023, le Luxembourg dénombre 100 communes.
Au 1er janvier 2024, la commune comptait 30 364 habitants.
| 1821  | 1851  | 1871  | 1880  | 1890  | 1900  | 1910   | 1922   | 1930   |
| ----- | ----- | ----- | ----- | ----- | ----- | ------ | ------ | ------ |
| 1 655 | 2 175 | 2 162 | 2 624 | 3 574 | 8 756 | 13 909 | 12 983 | 17 567 |

| 1935   | 1947   | 1960   | 1970   | 1978   | 1979   | 1981   | 1983   | 1984   |
| ------ | ------ | ------ | ------ | ------ | ------ | ------ | ------ | ------ |
| 15 945 | 15 179 | 17 637 | 17 964 | 17 105 | 16 898 | 16 726 | 16 490 | 16 260 |

| 1985   | 1986   | 1987   | 1988   | 1989   | 1990   | 1991   | 1992   | 1993   |
| ------ | ------ | ------ | ------ | ------ | ------ | ------ | ------ | ------ |
| 16 040 | 15 950 | 16 000 | 15 986 | 15 967 | 16 096 | 15 740 | 15 814 | 16 032 |

| 1994   | 1995   | 1996   | 1997   | 1998   | 1999   | 2000   | 2001   | 2002   |
| ------ | ------ | ------ | ------ | ------ | ------ | ------ | ------ | ------ |
| 16 210 | 16 196 | 16 372 | 16 466 | 16 773 | 17 050 | 17 300 | 18 172 | 18 300 |

| 2003   | 2004   | 2005   | 2006   | 2007   | 2008   | 2009   | 2010   | 2011   |
| ------ | ------ | ------ | ------ | ------ | ------ | ------ | ------ | ------ |
| 18 578 | 19 201 | 19 524 | 19 823 | 20 065 | 20 443 | 20 979 | 21 530 | 21 935 |

| 2012   | 2013   | 2014   | 2015   | 2016   | 2017   | 2018   | 2019   | 2020   |
| ------ | ------ | ------ | ------ | ------ | ------ | ------ | ------ | ------ |
| 22 345 | 22 769 | 23 571 | 24 304 | 24 805 | 25 402 | 26 193 | 26 796 | 27 409 |

| 2021   | 2022   | 2023   | 2024   | - | - | - | - | - |
| ------ | ------ | ------ | ------ | - | - | - | - | - |
| 27 869 | 28 641 | 29 536 | 30 364 | - | - | - | - | - |

Le graphique qui aurait dû être présenté ici ne peut pas être affiché car il utilise l'ancienne extension Graph, désactivée pour des questions de sécurité. Des indications pour créer un nouveau graphique avec la nouvelle extension Chart sont disponibles ici.

## Culture locale et patrimoine

### Lieux et monuments

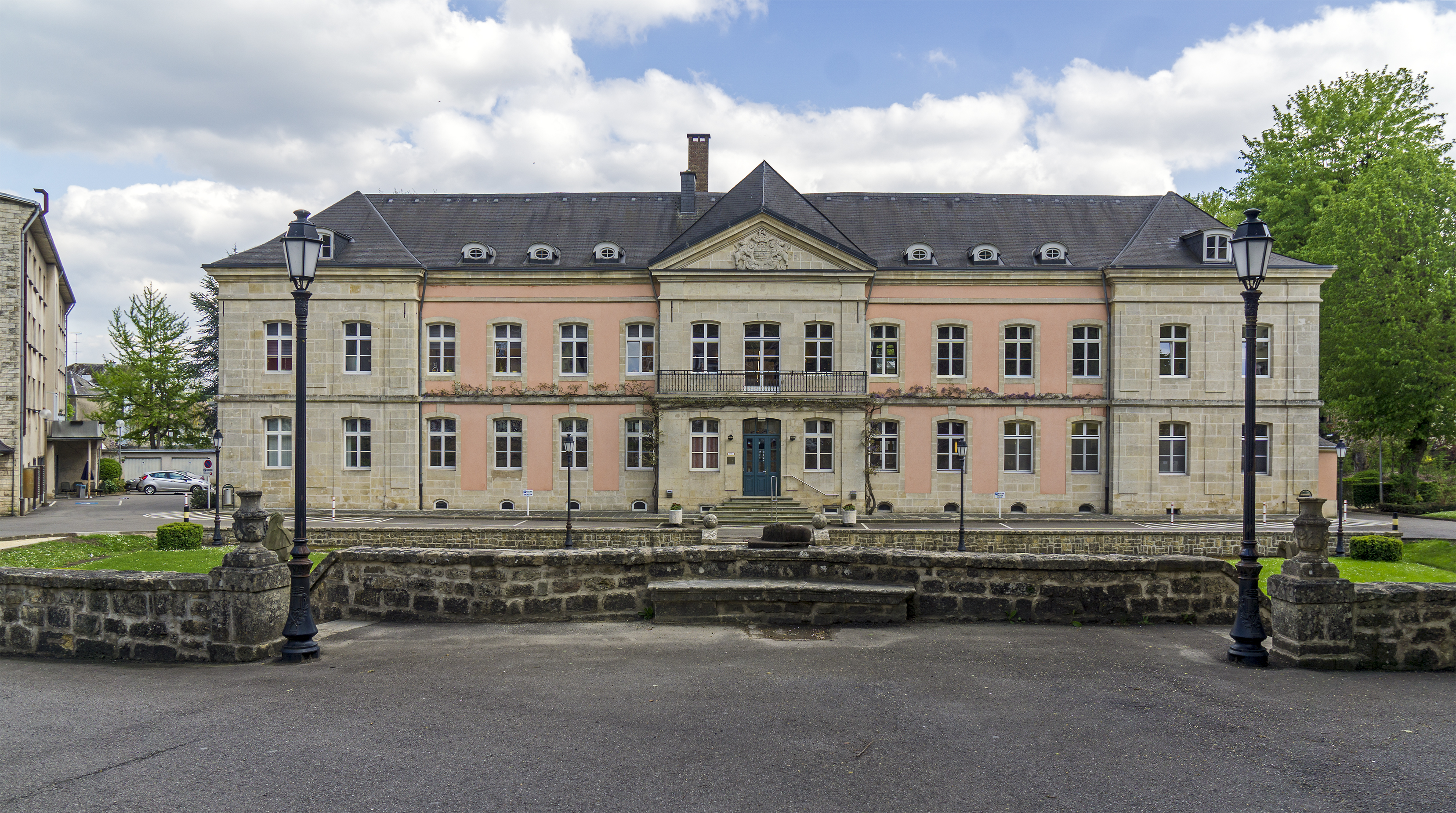
La maison de repos de Differdange, une ancienne abbaye.

- L'abbaye Fontaine Marie de Differdange de l'ordre de Cîteaux avait été fondée par Alexandre de Soleuvre. La ville de Differdange acheta l’immeuble en 1929 pour y installer un hospice civil. En 1981, l’État en fit l'acquisition et l'hôpital devint la Maison des Soins ;
- Centre culturel régional Aalt Stadhaus
- Le labO théâtre de Differdange[13]
- Centre commercial Opkorn ;
- Curiosité géographique, le cimetière de la localité de Lasauvage est situé sur le sol français, dans la commune d'Hussigny-Godbrange[14].
- Château de Gerlache (lb)
- Parc de Gerlache (lb)

### Patrimoine culturel
Liste des films tournés à Differdange :
- 2001 : Le Club des chômeurs d'Andy Bausch.
- 2017 : Rusty Boys d'Andy Bausch.

### Personnalités liées à la commune
- Alexandre de Gerlache de Waillimont (1860-1908), industriel né et mort à Differdange, fondateur de la SA Hauts Fourneaux ;
- Marcelle Lentz-Cornette (1927 ‑ 2008), femme politique ;
- Paul Katow (de) (1949 ‑ 2008), écrivain et journaliste ;
- Colette Bodelot (1954), professeur de langue et littérature latines à l'Université Clermont-Auvergne ;
- Dario Battistella (1959), professeur de relations internationales à l'Institut d'études politiques de Bordeaux ;
- Félix Braz (1966), ministre de la Justice des Verts ;

## Transports

### Ferroviaire
La commune est desservie par trois gares : la gare de Differdange, la principale, et deux haltes : la gare de Niederkorn, créée dans les années 1980 au nord et la gare d'Oberkorn au sud.

### Route
La commune est reliée à l'autoroute A13 par les routes nationales N 31 et N 32 qui traversent la commune.

### Transports en commun
La ville est desservie par le Transport intercommunal de personnes dans le canton d'Esch-sur-Alzette (TICE) et par le Régime général des transports routiers (RGTR). Elle opère un service « City-Bus » constitué de quatre lignes et qui a la particularité d'être opéré exclusivement par des bus électriques : le Diffbus.

## Dans la culture populaire

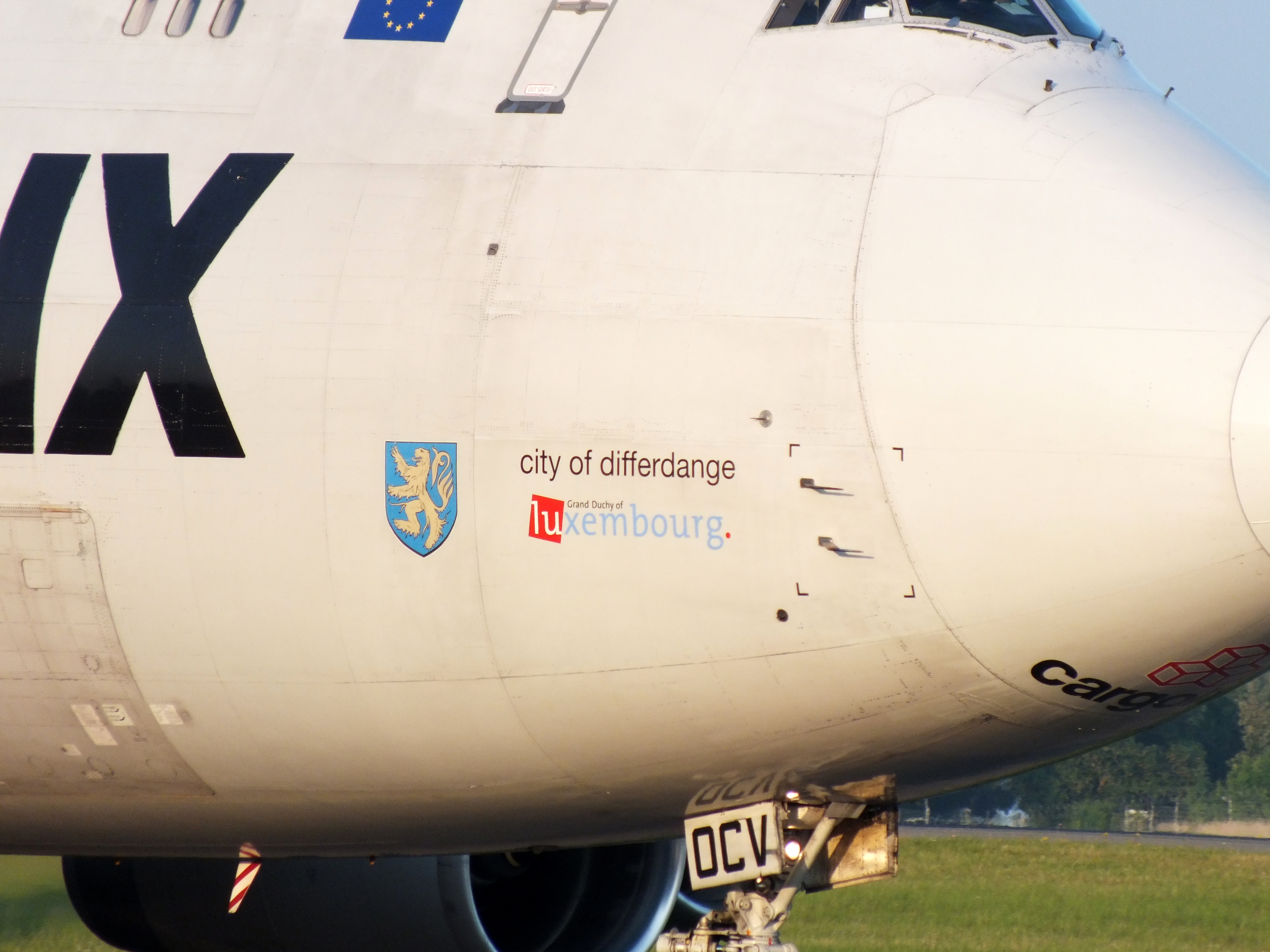
Le Boeing 747-400 immatriculé LX-OCV de la Cargolux porte le nom de la ville de Differdange. Il fut impliqué dans l'incident du vol 7933.

- Differdange a donné son nom à l'un des Boeing 747-400 de la compagnie Cargolux. C'est cet appareil qui assurait le vol 7933 qui entra en collision avec une camionnette, lors de son atterrissage à l'aéroport de Luxembourg-Findel, le 21 janvier 2010.